# Mönchsdeggingen
Mönchsdeggingen è un comune tedesco di 1 458 abitanti, situato nel land della Baviera.